# 東根市立神町小学校
東根市立神町小学校（ひがしねしりつ じんまちしょうがっこう）は、山形県東根市にある公立小学校。市内では、「神小」（じんしょう）と呼ばれることが多い。

## 学校教育目標
- 心豊かなたくましい子どもの育成
  1. やさしく（親切）
  2. かしこく（創造）
  3. たくましく（挑戦）

## 沿革
- 1901年（明治34年） - 開校
- 1941年（昭和16年）4月1日 - 国民学校令により神町国民学校に改称
- 1947年（昭和22年）4月1日 - 学制改革により、東根市立神町小学校に改称
- 2011年（平成23年）4月1日 - 大森小学校が分離開校
- 2020年（令和2年）12月 - 新校舎竣工。神町東2丁目から現在地に移転。

## 通学区域
神町上第一、神町上第二、神町上第三、神町上第四、神町中第一、神町中第二、神町中第三、神町中第四の県道新田神町停車場線以南、神町中第五の県道新田神町停車場線以南、神町下第一の県道東根尾花沢線以東で県道新田神町停車場線以南、新田上の県道新田神町停車場線以南、新田下一区及び新田下二区の県道新田神町停車場線以南、若木一区、若木二区、営団、自衛隊官舎の区域

## 進学先中学校
- 公立学校は、神町中学校へ進学[1]。

## 所在地
- 山形県東根市神町南三丁目2番3号